# Venas del bulbo raquídeo
Las venas del bulbo raquídeo o venas del tronco del encéfalo (venae trunci encephalici, TA: venae medullae oblongatae) son una venas que drenan sangre del bulbo raquídeo y que se vacían en las venas medulares, en los senos venosos de la duramadre adyacentes o, siguiendo el trayecto de los cuatro últimos nervios craneales, en el seno petroso inferior o en el bulbo superior de la vena yugular (interna).